# اینک‌بوغان
اینک‌بوغان (به لاتین: İnəkboğan، به ارمنی: کوواخغد Կովախեղդ) یک منطقه مسکونی در جمهوری آذربایجان است که در شهرستان گدابیگ واقع شده است. اینک‌بوغان ۲۹۰۱ نفر جمعیت دارد.